# Marezzatura (ferrovia)
La marezzatura è un tipo di usura meccanica della rotaia.
Si tratta di un fenomeno di usura con sviluppo geometrico ondulatorio caratterizzato da onde corte, che si forma sulla superficie superiore delle rotaie (piano di rotolamento) nelle zone dove c'è una tendenza della ruota a slittare sulla rotaia o dove si verificano particolari cedimenti nel pietrisco della massicciata.
Questo consumo anomalo della superficie su cui poggiano le ruote si verifica soprattutto in tratte a forte pendenza e/o con molte curve, quali le tratte montane o quelle utilizzate da linee metropolitane.
Nel primo caso il problema si acuisce nelle tratte sottoposte a traffico pesante, dato che gli slittamenti sono più frequenti.
Nel secondo caso, su una delle due rotaie (tipicamente quella interna rispetto alla curvatura) la ruota, se è accoppiata in modo solidale con la ruota opposta (complesso definito sala montata, tipico dei veicoli ferroviari), viene trascinata in rotazione con un moto di strisciamento causato dalla uguale velocità di rotazione delle ruote su rotaie con differente sviluppo curvilineo (ossia differente lunghezza lungo il proprio asse), procedendo con lo strisciamento tipicamente per piccoli passi, ovvero con comportamento pulsante.
Un terzo caso, un tempo frequente, è dovuto all'uso di veicoli articolati a semicasse, come le E.636, che prive di un sistema di antiserpeggio efficiente sono scossi da notevoli forze inerziali trasversali al senso di marcia gravanti soprattutto sugli assi del carrello centrale. Queste forze pulsanti, data la massa e il baricentro dei veicoli, si risolvono anche in una componente verticale sul cerchione delle ruote, con andamento anch'esso pulsante, forza che peggiora l'entità degli slittamenti da serpeggio e con essa il consumo ondulatorio della rotaia, specie sulle linee più vecchie composte da rotaie leggere e da acciai più scadenti.
La marezzatura del binario ne peggiora le capacità prestazionali, generando vibrazioni nei convogli in transito, che peggiorano ulteriormente il danno. Alla lunga, se non adeguatamente corretta, può arrivare a compromettere lo standard di sicurezza della rotaia o danneggiare le ruote dei veicoli di passaggio.
La marezzatura è stata identificata come una delle più importanti sorgenti del disturbo sia sotto forma di rumore generato, sia sotto forma di vibrazioni.
È uno dei parametri che vengono rilevati durante la diagnostica delle linee, tramite l'uso di treni attrezzati con strumenti di precisione che analizzano con strumenti ottici le superfici del binario.
È possibile limitare il fenomeno della marezzatura con l'uso di acciai di buona qualità o con l'inserimento nella massicciata di strati di elementi sintetici in grado di smorzare le vibrazioni.
Un'ulteriore soluzione, sinora usata solo su alcuni tram, mezzi leggeri e solo su pochi veicoli ferroviari a causa del suo costo elevato e della maggiore complicazione costruttiva, è l'utilizzo di mezzi a ruote indipendenti (senza sala montata) che per loro natura non presentano né moti di serpeggio né strisciamenti in curva.